# 청춘연가
《청춘연가》는 모던 락 밴드 넬의 디지털 싱글이다. 크리스마스 공연을 얼마 안 남긴 12월 10일 오전, 뜬금없이 넬 공식 트위터와 김종완의 개인 트위터에 디지털싱글 <청춘연가>를 발표한다고 투척하는 식으로 공개를 했다. 크리스마스 콘서트 표를 예매 못한 팬들은 당황하는 중이다. 뒤이어 12월 11일 청춘연가 티저 영상이 유튜브에 업로드되었고,
15일 자정에는 각 음원사이트에 디지털 싱글이 발매됨과 동시에 <청춘연가>의 뮤직비디오가 역시 유튜브에 업로드되었다.
넬 앨범 중 멀어지다에 뒤이어 두번째 한글 제목을 가진 앨범이다.
뮤직비디오에는 드러머 정재원이 출연했다.

## 수록곡
1. 청춘연가

## 참고 문서
- 네이버 뮤직